# Haldetrude
Hadeltrude o Adaltrudis fue una reina de Neustria a raíz de su matrimonio con el rey Clotario II (584-629).
Poco se sabe de esta reina. La fecha de su matrimonio no se ha encontrado en ningún documento pero se puede deducir. La edad de nubilidad para un chico en la Edad Media era de catorce años, por lo que Clotario II no podría haberse casado antes del 598. Se sabe igualmente que Clotario II envía a su hijo Mérovée en el 604 para acompañar a su armada, liderada por Landérique. Este hijo representaba simbólicamente la autoridad real y no podía tener más de seis años a juzgar por la fecha de matrimonio de sus padres. Pero, teniendo en cuenta su papel, por muy simbólico que fuese, la autoridad real no podía tener de ninguna manera menos de seis años. El matrimonio entre Clotario II y Haldetrude habría tenido lugar, entonces, alrededor del 598
Es la madre de:
- Mérovée (v. 598/9 † 604), enviado con Landéric, gobernador del palacio de Neustria, a combatir contra Berthoald en Arele en el 604, resultando ambos muertos en batalla.
- Emma, casada en el 618 con Eadbaldo de Kent. Beda el Venerable data el matrimonio en el 618, pero hasta el siglo XII no se encuentran testimonios sobre una tal Ymme o Emma, hija del rey de los francos. Incluso si, cronológicamente, podría ser hija del rey Teodeberto II, el único rey de los francos en ese periodo es Clotario II. Ya que Bertruda de Vermandois es nombrada a partir del 613, Emma debería ser por fuerza hija de una mujer precedente, es decir, de Haldeltrude.
- Un posible tercer hijo: la Vita Rusticulae sive Marciae menciona un hijo de Clotario II muerto joven en el 617 o en el 618, que podría ser hijo de Haldetrude o de Bertruda.

En el 613, como la reina es Bertruda de Vermandois, se considera que Hadeltrude ya había fallecido, aunque no es algo seguro ya que se conoce que varios reyes francos fueron polígamos. Algunas fuentes fechan el 602, pero sin ser confirmado por ninguna fuente contemporánea. Bertruda y Haldetrude están enterradas en la ciudad de Rothomagus.